# Graham Swift

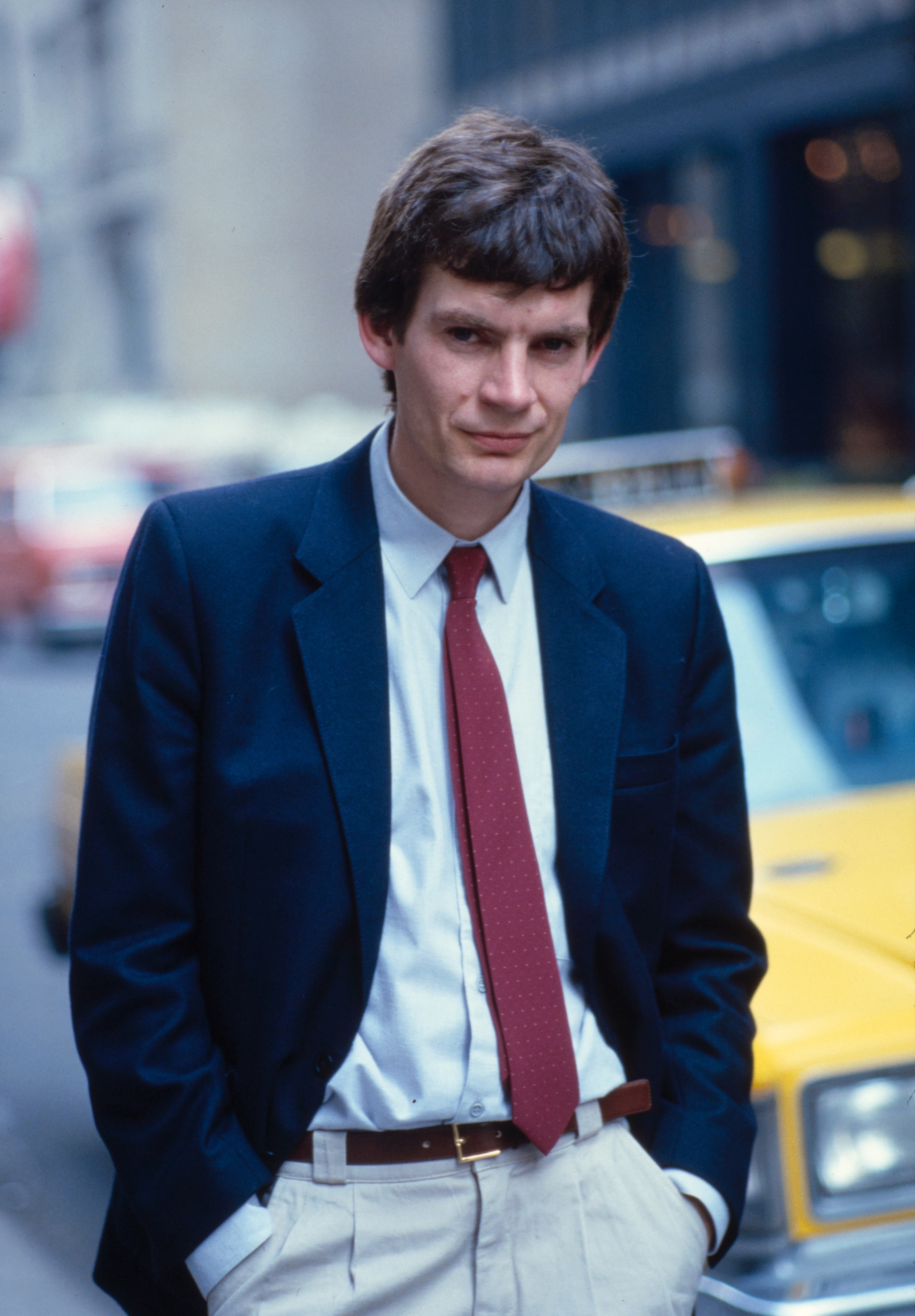
Graham Swift, eerste helft jaren 1980

Graham Colin Swift (Londen, 4 mei 1949) is een Brits schrijver. Hij studeerde in Cambridge en York en was een vriend van dichter-schrijver Ted Hughes.

## Werk
Swift geldt heden ten dage als een van de belangrijkste Britse schrijvers. Zijn werk is in meer dan twintig landen vertaald en meerdere malen bekroond. Hij verkreeg grote bekendheid met zijn romans Waterland (1983) en Laatste ronde (1996), beide ook verfilmd.
Een centraal thema in Swifts werk is de functie van de herinnering, in het persoonlijk leven van ieder afzonderlijk mens, maar ook als collectieve herinnering en haar relatie tot de geschiedenis. Swifts personages bevinden zich doorgaans in de herfst van hun leven en proberen door diep te graven, terug te blikken en te bespiegelen. Ze duiden de gebeurtenissen, om vervolgens de balans op te maken. Kleine, schijnbaar banale gebeurtenissen blijken dikwijls ingrijpende gevolgen te hebben. Swift hanteert in veel van zijn boeken een a-chronologische verteltechniek. Vaak handelt het op een of andere manier over de Tweede Wereldoorlog.

## Romans en verhalen
- The Sweet-Shop Owner (1980)
- Shuttlecock (1982) Nederlands: Vederbal
- Learning to Swim (1982) Verhalen
- Waterland (1983) Nederlands: Waterland
- Out of This World (1988) Nederlands: De wereld uit
- Ever After (1992)
- Last Orders (1996) Nederlands: Laatste ronde – winnaar van de Booker Prize
- The Light of Day (2003) Nederlands: Het volle daglicht
- Tomorrow (2007) Nederlands: Morgen
- Wish You Were Here (2011) Nederlands: Was je maar hier
- England and other stories (2014) Nederlands: Engeland en ander verhalen
- Mothering Sunday (2016) Nederlands: Moeders Zondag
- Here We Are (2020)
- Twelve Post-War Tales (2025)